# Franz Schlutter
Franz Hermann Schlutter (* September 1831 in Ernsee; † 8. April 1910 in Zwötzen) war ein deutscher Gutsbesitzer und Politiker.

## Leben
Schlutter war der Sohn des Gutsbesitzers und Kammergutspächters Johann Gottlieb Schlutter in Ernsee und dessen Ehefrau Marie Rosine geborene Kühn. Schlutter, der evangelisch-lutherischer Konfession war, heiratete Ida Louise Weineck.
Schlutter lebte 1851 bis 1853 als Ökonom in Zwötzen und wurde später dort Gutsbesitzer. Nach dem Tod des Vaters verkaufte er das Gut an Moritz Haubenreißer. Zuletzt war er Ziegeleibesitzer. 1864 bis mindestens 1906 war er Bürgermeister in Zwötzen. 1883 wird er als Vorstandsmitglied des Bezirksarmenhauses in Tinz genannt. 1889 erhielt er die fürstliche silberne Verdienstmedaille und 1890 das fürstliche silberne Verdienstkreuz.
Vom 29. Oktober 1874 bis zum 12. September 1895 war er Mitglied im Landtag Reuß jüngerer Linie. Dort war er mehrfach Schriftführer.